# Ceratophrys calcarata
Ceratophrys calcarata är en groddjursart som beskrevs av George Albert Boulenger 1890. Ceratophrys calcarata ingår i släktet Ceratophrys och familjen Ceratophryidae. IUCN kategoriserar arten globalt som livskraftig. Inga underarter finns listade i Catalogue of Life.